# Diecezja Noto
Diecezja Noto (łac. Dioecesis Netensis, wł. Diocesi di Noto) – rzymskokatolicka diecezja ze stolicą w Noto we Włoszech. Biskup Noto jest sufraganem arcybiskupa Syrakuz. Należy do regionu kościelnego Sycylia.
W 2023 na terenie diecezji pracowało 28 zakonników i 142 siostry zakonne.

## Historia
15 maja 1844 papież Grzegorz XVI bullą Gravissimum sane munus erygował diecezję Noto. Dotychczas wierni z tych terenów należeli do diecezji Syrakuz (obecnie archidiecezja Syrakuz).

## Biskupi Noto
- Giuseppe Menditto (1844 - 1849)
- Giovanni Battista Naselli Morso e Montaperto CO (1851 - 1853) następnie mianowany arcybiskupem Palermo
- Mario Giuseppe Mirone (1853 - 1864)
- Benedetto La Vecchia OFM (1872 - 1875) następnie mianowany arcybiskupem Syrakuz
- Giovanni Blandini (1875 - 1913)
- Giuseppe Vizzini (1913 - 1935)
- Angelo Calabretta (1936 - 1970)
- Salvatore Nicolosi (1970 - 1998)
- Giuseppe Malandrino (1998 - 2007)
- Mariano Crociata (2007 - 2008) zrezygnował z biskupstwa po objęciu funkcji sekretarza generalnego Konferencji Episkopatu Włoch
- Antonio Staglianò (2009 - 2022) następnie mianowany przewodniczącym Papieskiej Akademii Teologicznej

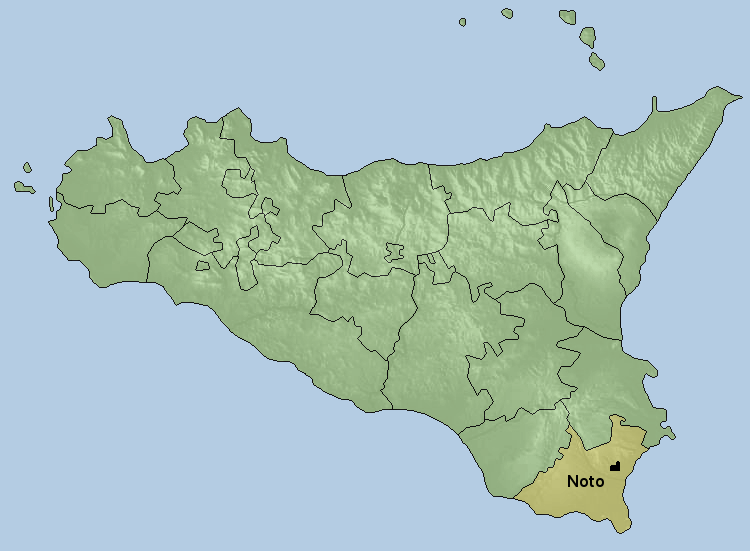
Diecezja Noto

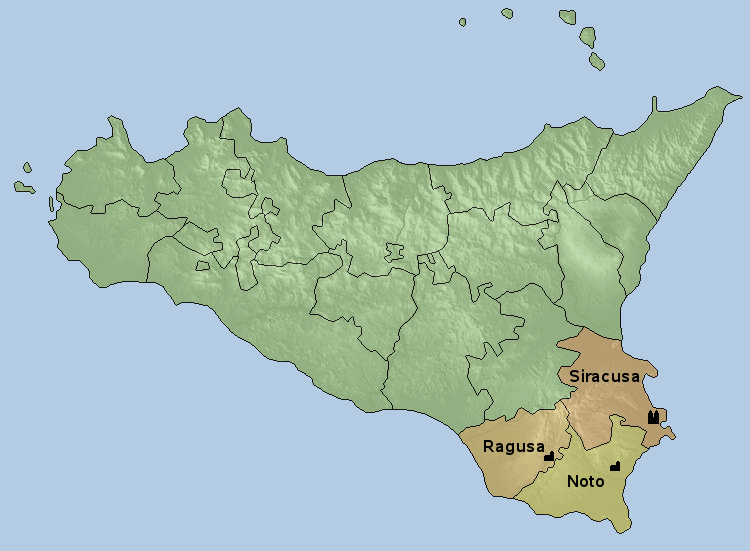
Metropolia Syrakuz

- Salvatore Rumeo (od 2023)